# Нетарифни мерки
Нетарифните мерки, познати още като нетарифни бариери, според Постановлението на Министерския съвет на Република България за приемане на Митническата тарифа на страната, са:
- тарифни суспендирания
- тарифни квоти
- тарифни преференции (включително квоти и тавани)
- обща система за преференции, прилагана към развиващите се страни
- антидъмпингови и изравнителни мита
- изравнителни такси
- селскостопански компоненти
- единични стойности
- референтни и минимални цени
- забрани по вноса
- ограничение по вноса
- проследяване след вноса
- допълнителни търговски механизми
- забрани по износа
- ограничения по износа
- проследяване след износа
- възстановявания след износ

След 2007 г. България като членка на ЕС приема и прилага Общата митническа тарифа на съюза.
В рамките на Световната търговска организация (www.wto.org) към изброените по-горе нетарифни мерки, като нетарифни пречки пред търговията или нетарифни бариери се считат и мерките, които имат по-широко поле на приложимост, или са въведени с по-висока от необходимото степен на сигурност:
- санитарни и фитосанитарни изисквания;
- технически регламенти, стандарти, спецификации и други изисквания, свързани с изправността, безопасността на стоките и тяхната експлоатация;
- всички данъци, тарифи и такси;
- всички нормативни актове, свързани със защита на правата върху интелектуалната собственост.